# ASCII Media Works
ASCII Media Works, Inc. (株式会社アスキー・メディアワークス?, Kabushiki kaisha Asukī Media Wākusu) è una casa editrice giapponese, appartenente al Kadokawa Group, fondato il 1º aprile 2008, come risultato della fusione fra ASCII e MediaWorks, legalmente la prima è stata assorbita dalla seconda. Nonostante ciò, il precedente presidente della ASCII, Kiyoshi Takano, diventa il presidente di ASCII Media Works. La compagnia è specializzata nella pubblicazione di libri, magazine di intrattenimento e di informatica, manga e videogiochi. ASCII Media Works è maggiormente conosciuta per la linea di magazine e libri Dengeki (電撃? lett. Folgorante) che include i noti Dengeki Daioh, Dengeki G's Magazine, e la linea principale di light novel della compagnia, Dengeki Bunko.
La maggior parte dei prodotti sono rivolti alla popolazione maschile giapponese; tali prodotti si trovano in commercio sotto forma di anime, light novel, manga, modellini plastici, e visual novel. Vengono pubblicati anche numerosi prodotti dedicati all'informatica e alla tecnologia dell'informazione applicata all'impresa. La casa editrice pubblica inoltre il mensile Business ASCII che è uno dei più vecchi e prestigiosi magazine del settore dell'informatica. ASCII Media Works ha inoltre pubblicato numerosi magazine rivolti ad un pubblico femminile fra cui Character Parfait, Dengeki Girl's Style, e Sylph, anche se i primi due sono delle versioni speciali di altre pubblicazioni. L'azienda indice inoltre concorsi annuali per la pubblicazione di nuovi romanzi e manga originali, fra cui il Premio Dengeki Novel, un concorso per light novel.